# Cirilo Guainora
Cirilo Guainora è un comune (corregimiento) della Repubblica di Panama situato nel distretto di Cémaco, comarca di Ngäbe-Buglé, di cui è capoluogo. Si estende su una superficie di 434,8 km² e conta una popolazione di 2.197 abitanti (censimento 2010).